# Dzeliwe

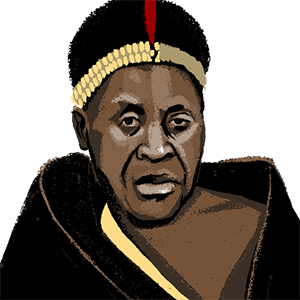
Illustration der Dzeliwe

Inkhosikati LaShongwe, geb. Dzeliwe Shongwe (* 1927; † 2003) war vom 21. September 1982 bis zum 9. August 1983 Regentin von Swasiland.

## Leben
Dzeliwe war eine der vielen Ehefrauen von König Sobhuza II. von Swasiland und hatte mit ihm ein Kind, Prinz Khuzulwandie Dlamini.
Nach dem Tode ihres Ehemannes im August 1982 wurde Dzeliwe vom Königlichen Kongress zur Ndlovukati (Regentin, wörtl. „Elefantin“) ernannt, bis der Nachfolger des Königs, Prinz Makhosetive (später Mswati III.), das Alter von 21 Jahren erreicht hatte.
Das Liqoqo unterstützte ihre Regentschaft, aber schon bald gab es Meinungsverschiedenheiten zwischen dem Premierminister, Mabandla Dlamini, und anderen Mitgliedern des Kongresses, der von Mfansibili Dlamini geleitet wurde. Mabandla Dlamini wurde gegen ihren Willen durch Bhekimpi Dlamini ersetzt. Dies führte zu ihrer Ablösung als Regentin durch die Mutter von Makhosetive, Ntombi von Swasiland.
Prinz Makhosetive wurde am 25. April 1986 unter dem Namen Mswati III. zum König von Swasiland gekrönt. Er entließ das Liqoqo, festigte damit seine Stellung und organisierte die Regierung neu.
Im Mai 1987 wurden zwölf Personen wegen Volksverhetzung und Verrates an Dzeliwe im Jahr 1983 verurteilt. König Mswati III. schuf ein spezielles Gericht, um die Absetzung von Dzeliwe 1983 zu verurteilen. In diesem Gericht hatten die Verteidiger kein Recht zur Prozessvertretung. Im März 1988 wurden sie vom Gericht verurteilt, im Juli aber schon wieder entlassen.
Zwischen 1981 und 1985 war Dzeliwe Joint President des Nationalkongresses.
| Personendaten    | Personendaten                                              |
| ---------------- | ---------------------------------------------------------- |
| NAME             | Dzeliwe                                                    |
| ALTERNATIVNAMEN  | Inkhosikati LaShongwe Dzeliwe Shongwe (vollständiger Name) |
| KURZBESCHREIBUNG | swasiländische Adelige, Regentin von Swasiland (1982–1983) |
| GEBURTSDATUM     | 1927                                                       |
| STERBEDATUM      | 2003                                                       |